# فلسفة الطبيعة

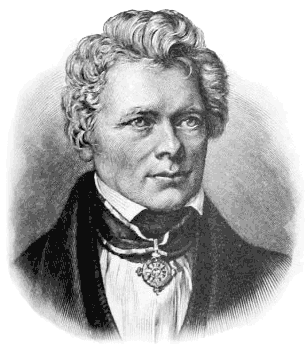

فلسفة الطبيعة (باللغة الألمانية Naturphilosophie) واحدة من التيارات الفكرية والعلمية في نفس الآن التي ظهرت في ألمانيا في النصف الثاني من القرن الثامن عشر، ومن ثم انتشر إلى باقي أوروبا والعالم الجديد ومن ثم بقية العالم.
يرتبط أساسا بالرومانسية الألمانية والمثالية الألمانية. حيث الحديث عن فلسفة الطبيعية الرومانسية.